# Culex pervigilans
Culex pervigilans är en tvåvingeart som beskrevs av Ernst Evald Bergroth 1889. Culex pervigilans ingår i släktet Culex och familjen stickmyggor. Inga underarter finns listade i Catalogue of Life.